# MTV Video Music Award de la meilleure chorégraphie
Le prix MTV Video Music Award de la meilleure chorégraphie récompense la meilleure chorégraphie de l'année dans un clip.
Voici la liste des gagnants dans cette catégorie aux MTV Video Music Awards depuis 1984 :
| Année | Artiste                             | Video                                      | Chorégraphe                                                         |
| ----- | ----------------------------------- | ------------------------------------------ | ------------------------------------------------------------------- |
| 1984  | Michael Jackson                     | Thriller                                   | Michael Peters                                                      |
| 1985  | Elton John                          | Sad Songs (Say So Much)                    | David Atkins                                                        |
| 1986  | Prince & The Revolution             | Raspberry Beret                            | Prince                                                              |
| 1987  | Janet Jackson                       | Nasty                                      | Paula Abdul                                                         |
| 1988  | Janet Jackson                       | The Pleasure Principle                     | Barry Lather                                                        |
| 1989  | Paula Abdul                         | Straight Up                                | Paula Abdul                                                         |
| 1990  | Janet Jackson                       | Rhythm Nation                              | Anthony Thomas et Janet Jackson                                     |
| 1991  | C+C Music Factory                   | Gonna Make You Sweat (Everybody Dance Now) | Jamale Graves                                                       |
| 1992  | En Vogue                            | My Lovin' (You're Never Gonna Get It)      | Travis Payne, Frank Gatson, et Lavelle Smith                        |
| 1993  | En Vogue                            | Free Your Mind                             | Travis Payne, Frank Gatson, et Lavelle Smith                        |
| 1994  | Salt-N-Pepa feat. En Vogue          | Whatta Man                                 | Frank Gatson and Randy Connors                                      |
| 1995  | Michael Jackson et Janet Jackson    | Scream                                     | Lavelle Smith, Tina Landon, Travis Payne, et Sean Cheeseman Spencer |
| 1996  | Björk                               | It's Oh So Quiet                           | Michael Rooney                                                      |
| 1997  | Beck                                | The New Pollution                          | Peggy Hickley                                                       |
| 1998  | Madonna                             | Ray of Light                               | Madonna                                                             |
| 1999  | Fatboy Slim                         | Praise You                                 | Richard Koufey et Michael Rooney                                    |
| 2000  | *NSYNC                              | Bye Bye Bye                                | Darrin Henson                                                       |
| 2001  | Fatboy Slim                         | Weapon Of Choice                           | Michael Rooney                                                      |
| 2002  | Kylie Minogue                       | Can't Get You Out Of My Head               | Michael Rooney                                                      |
| 2003  | Beyoncé feat. Jay-Z                 | Crazy In Love                              | Frank Gatson, Jr.                                                   |
| 2004  | Black Eyed Peas                     | Hey Mama                                   | Fatima Robinson                                                     |
| 2005  | Gwen Stefani                        | Hollaback Girl                             | Kishaya Dudley                                                      |
| 2006  | Shakira ft. Wyclef Jean             | Hips Don't Lie                             | Shakira                                                             |
| 2007  | Justin Timberlake feat. T.I.        | My Love                                    | Marty Kudelka                                                       |
| 2008  | Gnarls Barkley                      | Run                                        | Michael Rooney                                                      |
| 2009  | Beyoncé                             | Single Ladies (Put a Ring on It)           | Frank Gatson et JaQuel Knight                                       |
| 2010  | Lady Gaga                           | Bad Romance                                | Laurieann Gibson                                                    |
| 2011  | Beyoncé                             | Run the World (Girls)                      | Frank Gatson, Sheryl Murakami et Jeffrey Page                       |
| 2012  | Chris Brown                         | Turn Up the Music                          | Anwar "Flii" Burton                                                 |
| 2013  | Bruno Mars                          | Treasure                                   | Bruno Mars                                                          |
| 2014  | Sia                                 | Chandelier                                 | Ryan Heffington                                                     |
| 2015  | OK Go                               | I Won't Let You Down                       | OK Go, Air:Man & Mori Harano                                        |
| 2016  | Beyoncé                             | Formation                                  | Chris Grant, JaQuel Knight & Dana Foglia                            |
| 2017  | Kanye West                          | Fade                                       | Teyana Taylor, Guapo, Matthew Pasterisa, Jae Blaze & Derek Watkins  |
| 2018  | Childish Gambino                    | This Is America                            | Sherrie Silver                                                      |
| 2019  | Rosalía et J. Balvin ft. El Guincho | Con Altura                                 | Charm La'Donna                                                      |
| 2020  | BTS                                 | On                                         | The Lab and Son Sung Deuk                                           |
| 2021  | Harry Styles                        | Treat People with Kindness                 | Paul Roberts                                                        |